# مهمت شهو
مهمت اسماعیل شهو (آلبانیایی: Mehmet Shehu؛ زادهٔ ۱۰ ژانویهٔ ۱۹۱۳ – درگذشتهٔ ۱۸ دسامبر ۱۹۸۱) سیاستمدار اهل آلبانی بود. وی از ۲۰ ژوئیه ۱۹۵۴ تا ۱۷ دسامبر ۱۹۸۱ نخست‌وزیر آلبانی بود.

## درگذشت
مهمت شهو در ۱۸ دسامبر ۱۹۸۱، در سن ۶۸ سالگی در تیرانا خودکشی کرد.